# ديرا (مملكة)

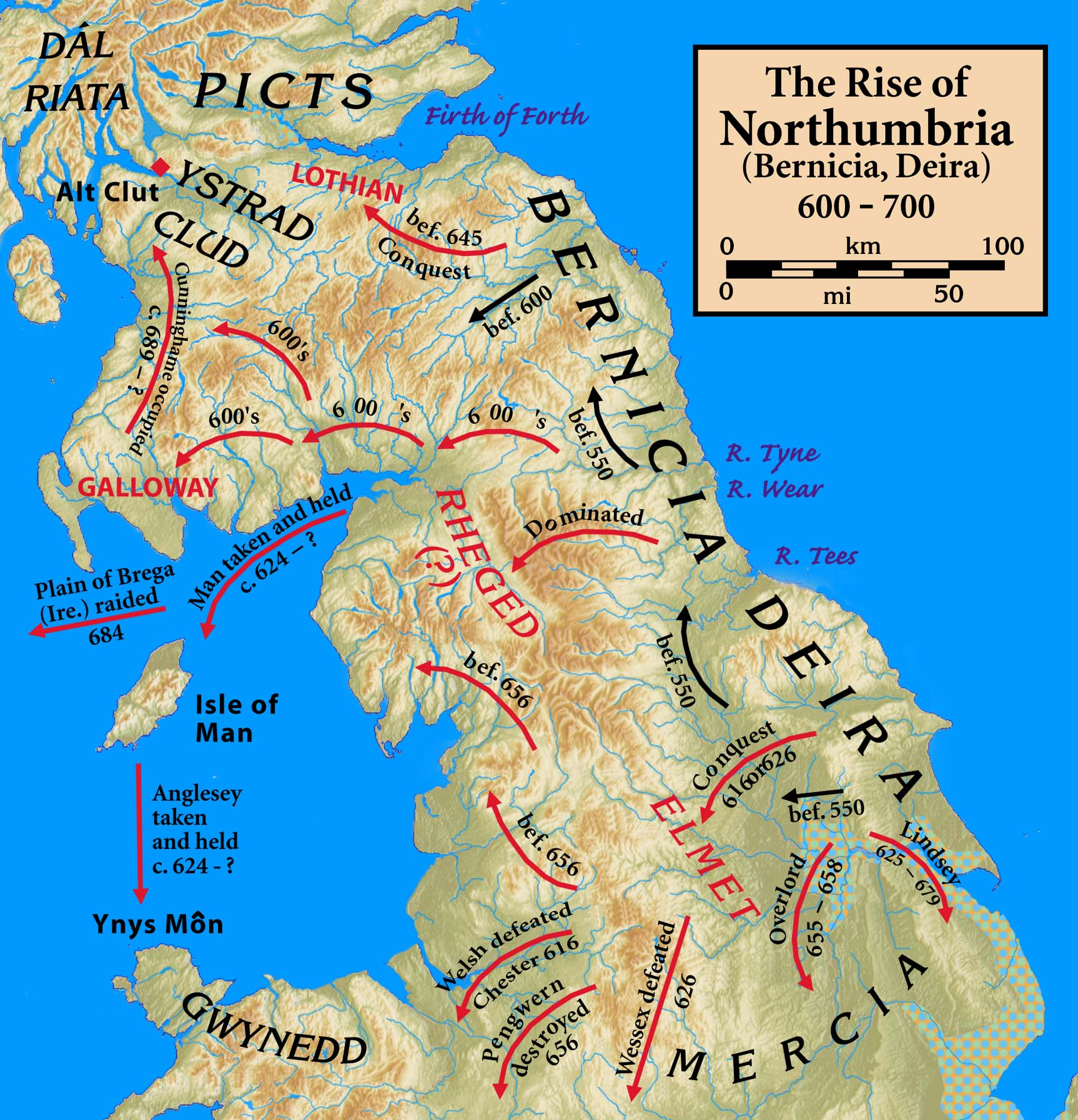
خريطة لشمال إنجلترا، وتظهر ديري في وسط اليمين

ديرا (بالإنجليزية: Deira من الإنجليزية القديمة: Derenrice أو دير Dere)‏ هي مملكة كلتية في شمال إنجلترا، وسجلت في التاريخ أول مرة (ولكن أقدم من ذلك بكثير) من قبل الأنجلو ساكسون في 559 م واستمرت في عام 664 م، كما سجل وجودها عندما غزا المحاربون الأنجليان وادي نهر ديروينت في الربع الثالث من القرن الخامس. امتدت المملكة من نهر الهمبر إلى نهر تيز، ومن البحر إلى الحافة الغربية من وادي يورك. واندمجت فيما بعد مع مملكة برنيسيا، والتي كانت جارتها الشمالية، لتشكلا مملكة نورثمبريا.
يرجع اسم المملكة من أصل بريثوني لكلمة دارو، وهذا يعني "البلوط"، وفي هذه الحالة تعني "شعب نهر ديروينت"، هذا الاشتقاق موجود أيضا في الاسم اللاتيني لمدينة مالتون، وهو ديرفنتيو Derventio.
ذكر المؤرخ سيميون من دورهام (من بدايات القرن الثاني عشر)، أنها امتدت من نهر همبر إلى نهر تاين، ولكن الأرض كانت بورا شمال نهر تيز. كان مركز المملكة البريطانية في مدينة إبوراكوم (يورك الحديثة)، والتي ربما كانت تسمى وقتها إبراوك، ثم احتلها الملك الأنغلي إدوين.
أول ملك أنجلي لديرا كما تذكر السجلات الباقية هو ألا، والذي عاش في أواخر القرن السادس بعد أن غزا الأرض من البريطانيين في عام 581. أصبحت ديرا بعد وفاته خاضعة للملك أثيلفريث من برنيسيا، الذي وحد المملكتين إلى مملكة نورثمبريا. حكم أثبيلفريث حتى ارتقاء إدوين ابن ألا للعرش في عام 616 أو 617، والذي حكم المملكتين حتى عام 633.
حكم أوسريك، ابن شقيق إدوين، مملكة ديرا من بعده، ولكن ابنه أوزواين تم إعدامه على يد أوزوي في عام 651. وبعد بضع سنوات، حكم ديرا ثيلوالد ابن أوزوالد من برنيسيا.
كتب بيدا عن ديرا في كتابه التاريخ الكنسي (الذي أنجز في عام 731).

## أعلام
- أوزوالد
- إدوين ملك نورثمبريا